# Rachel Seydoux
Rachel Seydoux (23 de marzo de 1982) es una deportista suiza que compitió en ciclismo de montaña en las disciplinas de descenso y campo a través para cuatro. Ganó tres medallas en el Campeonato Europeo de Ciclismo de Montaña, en los años 2007 y 2009.

## Palmarés internacional
| Campeonato Europeo | Campeonato Europeo     | Campeonato Europeo | Campeonato Europeo    |
| Año                | Lugar                  | Medalla            | Competición           |
| ------------------ | ---------------------- | ------------------ | --------------------- |
| 2007               | Elatojori (Grecia)     | Medalla de bronce  | Descenso              |
| 2007               | Elatojori (Grecia)     | Medalla de bronce  | Campo a través para 4 |
| 2009               | Ajdovščina (Eslovenia) | Medalla de plata   | Campo a través para 4 |